# Майниель, Жюльет
Раймонд Мари Жюльет Майниель (фр. Raymonde Marie Juliette Meyniel ; 22 января 1936, Сен-Ипполит, регион Окситания — 21 июля 2023, Сан-Мигель-де-Альенде, Мексика) — французская актриса
 кино и телевидения.
Известная ролями в фильмах кинематографистов французской новой волны на протяжении 1950-х — 1960-х годов.

## Биография
Дочь французских крестьян, выросла в отдаленной деревне. Загородный дом её родителей был штабом союзников во время Второй мировой войны.
Дебютировала в кино в возрасте двадцати двух лет. Уже в конце 1950-х годов стала одной из больших надежд французского кино, благодаря главной роли Флоранс в одном из первых фильмов французской новой волны — «Кузены», который снял и спродюсировал Клод Шаброль.
Между 1958 и 1982 годами снялась в 35 кинофильмах и на телевидении.
В 1964—1968 годах была замужем за итальянским актёром Витторио Гассманом, от которого родила сына Алессандро, также ставшего актёром.
Скончалась в Мексике, где прожила двадцать лет.

## Избранная фильмография
- 1958 — Первомай / Premier mai — в титрах не указана
- 1959 — Кузены — Флоранс
- 1960 — Пара / Un couple — Анна
- 1960 — Глаза без лица — Эдна Грубер
- 1960 — Заложники / Marche ou creve — Эдит
- 1960 — Ярмарка / Kirmes — Аннет
- 1961 — Троянская война — колдунья Креуса (дочь Приама)
- 1961 — Ухажёры — монахиня
- 1963 — Ландрю / Landru — Анна Коллон
- 1963 — Офелия / Ophelia
- 1963 — Из-за, из-за женщины / Because, Because of a Woman
- 1968 — Извините, займемся любовью? / Scusi, facciamo l’amore?
- 1968 — Одиссея (телесериал) — Цирцея
- 1969 — Алиби / L’alibi
- 1973 — По прозвищу Громила / Piedone lo sbirro — Мария
- 1975 — Семейные грехи / Peccati in famiglia
- 1975 — Скандал в провинции / Il vizio di famiglia
- 1978 — Кровавая тень / Solamente nero — мисс Элизабет Нарди
- 1978 — Госпожа Бовари (телесериал) —  маркиза д'Андервилье

## Награды
- 1960 — Серебряный Медведь за лучшую женскую роль на 10-м Берлинском международном кинофестивале.